# Augusto Borderas
Augusto Borderas Gaztambide (Irún, Guipúzcoa, 20 de junio de 1932) es un pediatra y político español.
Pediatra por la Universidad de Zaragoza (1955), donde una calle lleva el nombre de su abuelo homónimo, y doctor por la Universidad de Santiago. Ejerció en Éibar entre 1958 y 1966; más tarde fue jefe del Servicio de Pediatría del hospital de Txagorritxu de Vitoria (1973-1987), compaginándolo primero con el cargo de subdirector (1980-1982) y luego con el de director del hospital (1983-1986), desde donde presenció víctimas de atentados de ETA.
Fue concejal en el Ayuntamiento de Vitoria entre 1980 y 1982, parlamentario vasco entre 1986 y 1989, y Senador por Álava entre 1989 y 1996 por parte del PSE-PSOE. También ha sido miembro del Consejo de Europa de 1990 a 1995, de la Unión Europea Occidental, y de la Asamblea del Atlántico Norte. En 1996 dejó la política activa, siendo más tarde representante del Consejo del Menor en Álava.
Actualmente es Patrono de la Fundación Fernando Buesa Blanco Fundazioa, creada en honor al parlamentario y amigo personal suyo Fernando Buesa, asesinado por la banda terrorista ETA. 
También es Presidente de Honor de la revista Dato Económico.